# Trichaeta apicalis
Trichaeta apicalis là một loài bướm đêm thuộc phân họ Arctiinae, họ Erebidae.